# Ouběnice
Ouběnice (en allemand : Aubienitz) est une commune du district de Příbram, dans la région de Bohême-Centrale, en République tchèque. Sa population s'élevait à 244 habitants en 2018.

## Géographie
Ouběnice se trouve à 7 km au sud de Dobříš, à 11 km à l'est-nord-est de Příbram et à 45 km au sud-sud-ouest du centre de Prague.
La commune est limitée par Obořiště au nord, par Daleké Dušníky au nord-est, par Nečín à l'est, par Višňová au sud, par Drásov au sud-ouest et par Dlouhá Lhota à l'ouest.

## Histoire
La première mention écrite de la localité date de 1325.

## Administration
La commune se compose de deux quartiers :
- Ostrov
- Ouběnice

## Transports
Par la route, Ouběnice se trouve à 8 km de Dobříš, à 14 km de Příbram et à 50 km de Prague.